# Мальтийская болонка
Мальтийская болонка (Мальтезе) — порода собак. Относится к породам болонок или бишонов.
Мальтийская болонка — это небольшая собака. Породу считают древней и она связана с островом Мальта. Отличительной особенностью мальтийских болонок является чисто белый цвет окраса, хотя по стандартам Международной кинологической федерации допускается лёгкий оттенок слоновой кости. По данным той же федерации Мальтезе — это неспортивная собака очень древнего происхождения итальянского и, возможно, мальтийского. По сложению это маленькая собака, длина туловища которой превышает высоту в холке.
По стандарту МКФ рост кобеля мальтезе от 21 см до 25 см и рост суки от 20 до 23 см, вес в границах от 3 до 4 кг. Интересен факт, что по стандарту Американского клуба собаководства, вес особи не должен превышать 3,2 кг (7 фунтов), а предпочтительный — 1,8—2,7 кг (4—6 фунтов).

## Описание
Мальтезе — нежные и чувствительные небольшие собаки, чье тело покрывает густая, ослепительно белая шерсть с оттенком цвета слоновой кости. У мальтезе также огромные, слегка выпуклые глаза.

## История породы
Точных сведений о происхождении породы нет. Принято считать, что на острове Меледа ещё 2000 лет тому назад обитали собаки, породу которых впоследствии стали называть мелита (в честь острова — таково было древнее название острова Меледы — Адриатическое море, у побережья Далмации). В связи с тем, что точно так же назывался и остров Мальта, собак в XVI веке ошибочно назвали мальтийскими болонками, или мальтезе. Судя по всему эти собаки могли явиться прародителями современной породы мальтезе. Специалисты полагают что в процессе образования породы, несомненно, принимали участие маленькие спаниели и той-пудели. Как прежде, так и теперь мальтезе используют в качестве компаньонов.

## Игры
Мальтезе очень изобретательны и игривы. В силу своих небольших размеров они легко могут превратить квартиру в комфортабельный полигон для своих забав. Эти собачки просто обожают физические упражнения. Мальтезе очень любят играть с хозяином (например, в догонялки).

## Здоровье

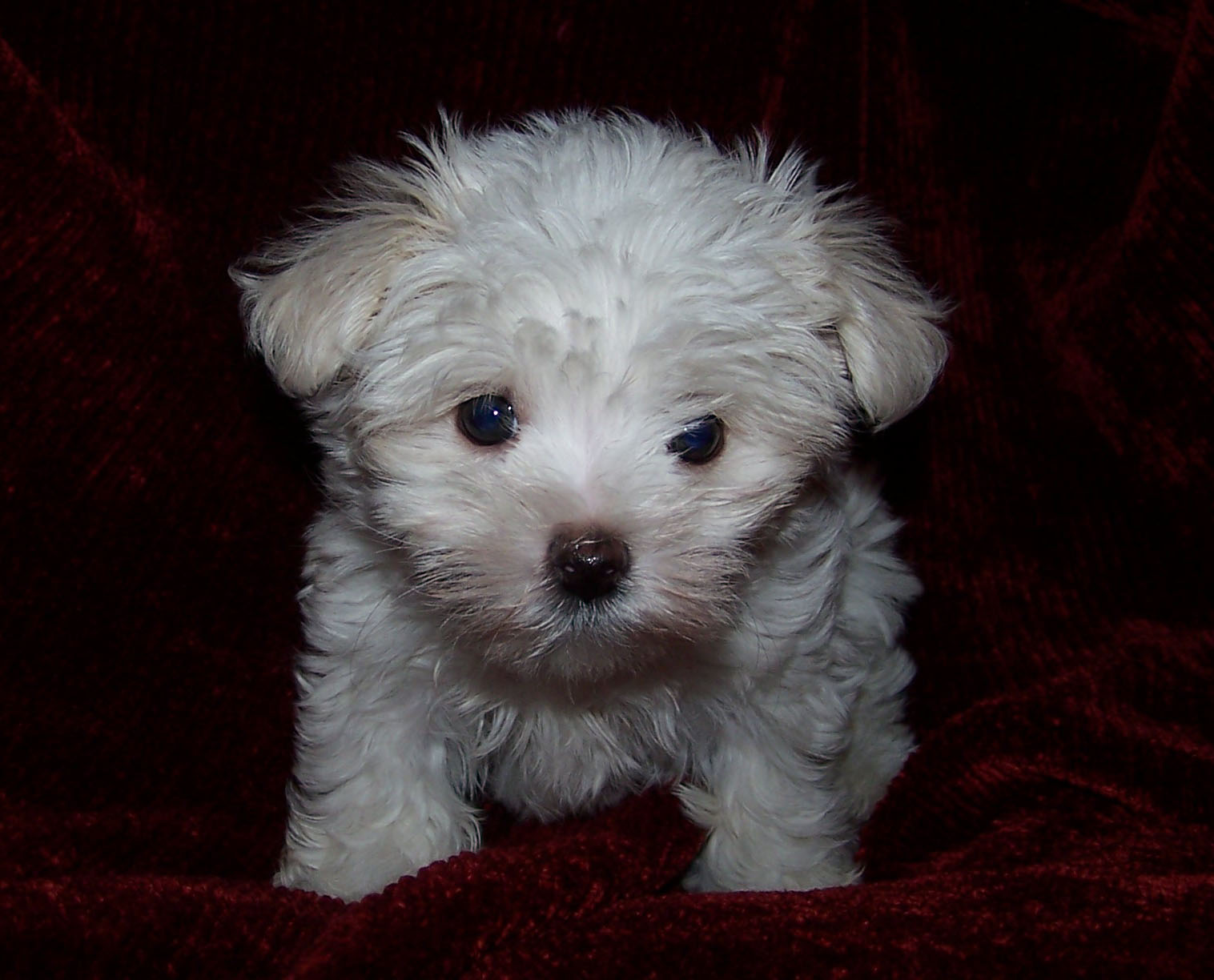
Щенок мальтийской болонки

Наиболее часто регистрируются нарушения зрения, поражения зубов и десен, а также гипогликемия. Учтите, что в рационе вашей собаки непременно должна присутствовать изрядная порция сухого корма; в противном случае пищеварение у мальтезе может расстроиться. В заключение добавим, что мальтезе предрасположены к бронхиальной астме. При выборе щенка будьте внимательны, не торопитесь и как следует изучите медицинскую карту родителей.

## Достоинства
Мальтезе необыкновенно добродушны и нежны в отношении хозяина и членов его семьи. Особенно ласковы они с детьми. Мальтезе, следует заметить, не спокойно воспринимает незнакомых людей. К другим собакам относятся с лаской и добротой, любят общаться с ними.